# 猿田彥龍舌蘭
猿田彥龍舌蘭（猿田彥錦，學名:Agave shawii，英文:Shaw's agave），英文名稱是由密蘇里植物園創辦人亨利·蕭的蕭（Shaw）命名，是龍舌蘭屬的一個物種。猿田彥龍舌蘭原產於加利福尼亞州西南部和下加利福尼亞州。是一個罕見和嚴重瀕危的植物。
猿田彥龍舌蘭通常做為觀景植物，被培養於仙人掌花園陪襯。

## 亞種
- Agave shawii var. shawii [6]
- Agave shawii subsp. goldmaniana